# Schwalbach am Taunus
Schwalbach am Taunus – miasto w Niemczech, w kraju związkowym Hesja, w rejencji Darmstadt, w powiecie Main-Taunus-Kreis. Leży u podnóża gór Taunus, niedaleko Frankfurtu nad Menem. Zajmuje powierzchnię 6,47 km² i liczy 15 189 mieszkańców (30 września 2015).
Historia miejscowości sięga roku 782, jednakże prawa miejskie nabyła dopiero w maju 1970.
W Schwalbach am Taunus znajdują się 4 szkoły ogólnokształcące, szkoła zawodowa, 8 przedszkoli, hala sportowa, 4 szkolne hale sportowe, 7 boisk, kompleks kortów tenisowych, basen otwarty i kryty, kompleks mieszkalno-rozrywkowy dla seniorów, szkoła muzyczna i szkoła baletowa.
Miasto zamieszkuje duża liczba obcokrajowców, którzy stanowią 13,2% ludności.

## Współpraca
Miejscowości partnerskie:
- Avrillé, Francja
- Olkusz, Polska
- Schkopau, Saksonia-Anhalt
- Tarrafal, Republika Zielonego Przylądka
- Yarm, Anglia